# Artemesia longinaris
El camarón argentino o camarón estilete argentino (Artemesia longinaris) es una especie de crustáceo decápodo peneido, la única integrante del género monotípico Artemesia. Habita en ambientes costeros del Atlántico sudoccidental en América del Sur.

## Distribución y hábitat
Este crustáceo habita en aguas costeras del Atlántico sudoccidental entre las latitudes 22°S y 43°S. Se distribuye en el sudeste y sur de Brasil, en los estados de Espírito Santo, Río de Janeiro, São Paulo, Paraná, Santa Catarina y Río Grande del Sur, en el sudeste del  Uruguay en los departamentos de: Rocha, Maldonado, Canelones y Montevideo, y en el este de la Argentina, en las provincias de: Buenos Aires, Río Negro y Chubut.

## Taxonomía
Este género y especie fue descrito originalmente en el año 1888 por el zoólogo carcinólogo Inglés Charles Spence Bate.
Es la única especie del género monotípico Artemesia.  
En 1905 E. L. Bouvier describió una segunda especie: Artemesia talismani, sin embargo fue sinonimizada con otra especie que se incluye en otro género: Penaeopsis serrata Spence Bate, 1881.

## Características y hábitos de vida
Cuanto más al norte habita exhibe una menor talla, encontrándose que las poblaciones de la patagonia argentina de este pleido son las que en promedio presentan las mayores longitudes. En el sur del Brasil los machos mayores miden 18,5 mm mientras que las más grandes hembras 22,5 mm. En las aguas próximas a Mar del Plata, los machos y hembras mayores miden 24,0 mm y 29,0 mm respectivamente. Frente a Playa Unión (nordeste del Chubut), las tallas extremas de los machos es de 27,0 mm mientras que algunas hembras pueden llegar a los 37,0 mm.

## Aprovechamiento comercial
Es un camarón de valor económico, importante recurso marítimo para los países que cuentan con poblaciones. Además, es objeto de estudios tendientes a lograr hacer del mismo un crustáceo apto para el cultivo artificial a escala viable.
Sobre las poblaciones que habitan en aguas brasileñas se practica una mayor presión de captura comercial, con desembarques medios de 2190 toneladas anuales. Allí la especie es denominada "camarao barba ruca".   
En la Argentina es también explotado por la flota pesquera, pero en menor proporción. En el Puerto de Mar del Plata los desembarques oscilaron entre 48 y 430 toneladas anuales. El recurso allí es abundante, presentado excelente estructura de su población. De lo capturado en ese puerto, y en los restantes de la provincia de Buenos Aires, alrededor de la mitad se destina al mercado de carnada para la pesca deportiva, deporte que en la región es intensamente practicado durante todo el año en playas, escolleras y lagunas interiores. El producto así comercializado se ofrece siempre muerto, fresco, sin cocinar.